# Bangalaia vittata
Bangalaia vittata là một loài bọ cánh cứng trong họ Cerambycidae.